# Sanmenia kohi
Sanmenia kohi là một loài nhện trong họ Thomisidae.
Loài này thuộc chi Sanmenia. Sanmenia kohi được Hirotsugu Ono miêu tả năm 1995.